# Hans Sturmberger

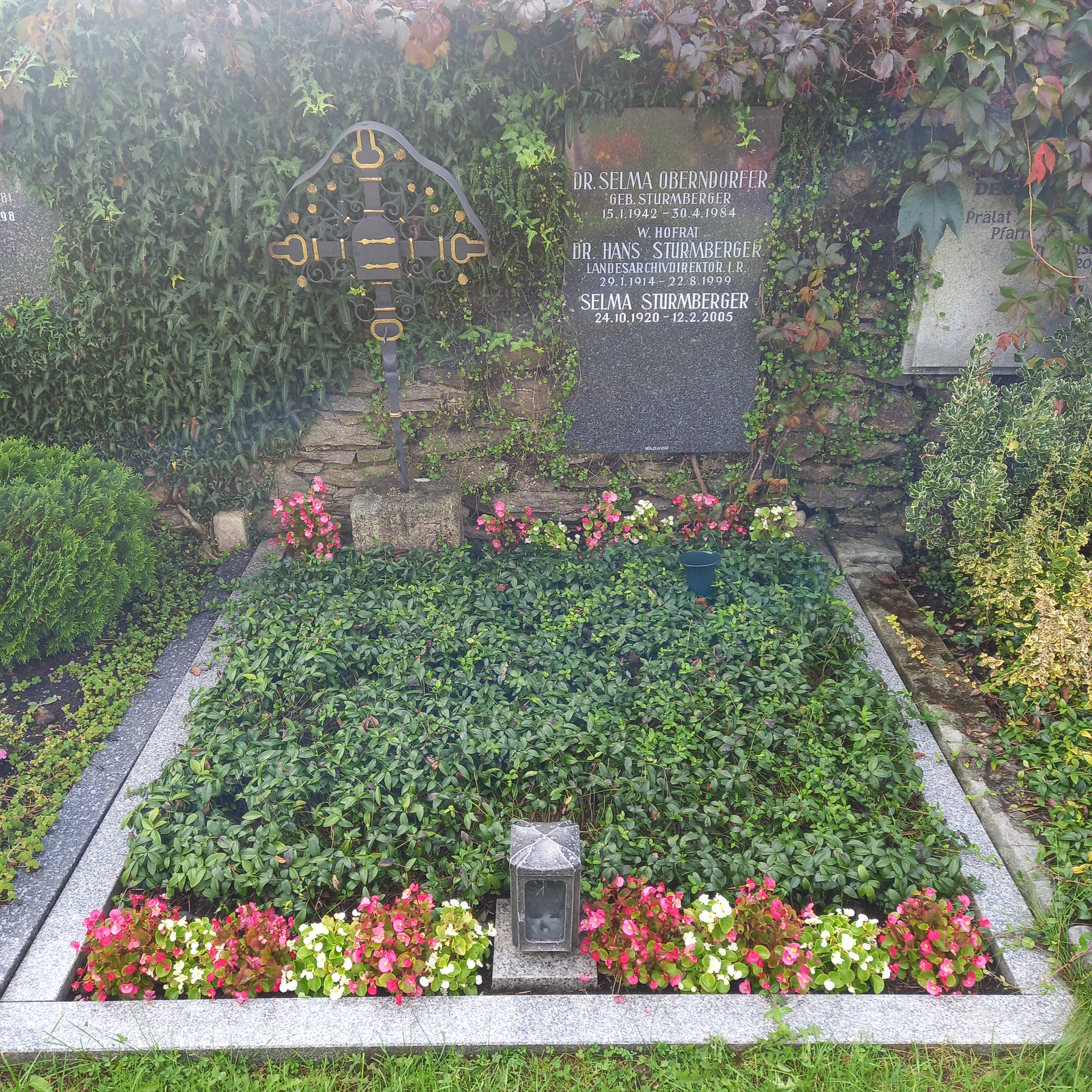
Das Grab von Hans Sturmberger und seiner Ehefrau Selma auf dem Friedhof St. Magdalena (Linz)

Hans Sturmberger (* 29. Jänner 1914 in Kirchdorf an der Krems; † 22. August 1999 in Linz) war ein österreichischer Historiker und Archivar.

Der Sohn eines Bäckermeisters besuchte das Stiftsgymnasium Kremsmünster, 1933 folgte die Reifeprüfung. Anschließend studierte er Geschichte und klassische Philologie. Besonders geprägt wurde er dabei durch Heinrich von Srbik, Hans Hirsch und Otto Brunner. Sturmberger wurde 1937 promoviert bei von Srbik mit einer Untersuchung zu Anton von Baldacci, einem Staatsmann aus dem Umfeld von Metternich. Im Juni 1939 legte er die Staatsprüfung am Institut für Österreichische Geschichtsforschung ab. Von 1936 bis 1938 war er am Historischen Seminar der Universität Wien als Bibliothekar tätig. Er trat am 1. Juli 1938 in den Dienst des Oberösterreichischen Landesarchivs ein. Er wurde zu Beginn des Jahres 1940 zur Wehrmacht eingezogen. Im Krieg wurde er 1944 in Holland schwer verwundet und nach Wiedereintritt in den Dienst im Landesarchiv 1946 aus politischen Gründen entlassen. In den folgenden beiden Jahren erarbeitete Sturmberger das Register zum 10. Band des „Urkundenbuches des Landes ob der Enns“. 1948 wurde er als „minderbelastet“ wieder eingestellt. Im Jahr 1959 wurde er korrespondierendes Mitglied und seit 1969 ordentliches Mitglied der Südostdeutschen Historischen Kommission. Er wurde 1961 Direktor des Landesarchivs in Linz und blieb in dieser Funktion bis zu seinem Ruhestand im Jahr 1979. Wegen einer missglückten Operation war er in den letzten zwanzig Lebensjahren im sprachlichen Bereich beeinträchtigt. Er lebte deshalb sehr zurückgezogen und widmete sich der österreichischen Malerei des 19. Jahrhunderts.
Seine 1953 veröffentlichte Darstellung über Georg Erasmus von Tschernembl wurde zum Standardwerk für die frühneuzeitliche Geschichte Österreichs und Mitteleuropas. Die Arbeit brachte eine gründliche Neubewertung, in dem lange Zeit nur der „frivole Revolutionär“ gesehen wurde. Seine 1957 veröffentlichte Arbeit zu Ferdinand II. brachte grundlegende Erkenntnisse zum Wesen des österreichischen Absolutismus. Sturmberger forschte über Personen, Probleme und Ereignisse im konfessionellen Zeitalter und über die Zeit von der Aufklärung bis zum Beginn demokratischer und parlamentarischer Formen in den 60er Jahren des 19. Jahrhunderts. Zur Synthese seiner Forschungen wurde dabei die Darstellung Der Weg zum Verfassungsstaat. Die politische Entwicklung in Oberösterreich 1762–1861. Im Jahr 1976 legte er eine umfassende Biographie zu Adam Graf Herberstorff vor.
Für seine Forschungen erhielt Sturmberger zahlreiche Ehrungen. Sturmberger wurde 1971 korrespondierendes Mitglied der Österreichischen Akademie der Wissenschaften und Honorarprofessor für neuere und österreichische Geschichte an der Universität Salzburg. Von der Republik Österreich wurde er mit dem Großen Ehrenzeichen und dem Ehrenkreuz für Wissenschaft und Kunst I. Klasse geehrt. Das Land Österreich verlieh ihm den Landeskulturpreis. Die Stadt Linz ehrte ihn mit der Wissenschaftsmedaille.

## Schriften
- Land ob der Enns und Österreich. Aufsätze und Vorträge. Oberösterreichisches Landesarchiv, Linz 1979, ISBN 3-900313-30-X.
- Aufstand in Böhmen. Der Beginn des Dreißigjährigen Krieges. Oldenbourg, München u. a. 1959.
- Kaiser Ferdinand II. und das Problem des Absolutismus. Oldenbourg, München 1957.
- Georg Erasmus Tschernembl. Religion, Libertät u. Widerstand. Ein Beitrag zur Geschichte der Gegenreformation und des Landes ob der Enns. Böhlau in Komm, Graz 1953.